# Слободянюк Ігор Олександрович
І́гор Олекса́ндрович Слободяню́к — старшина Збройних сил України, учасник російсько-української війни.

## Нагороди
За особисту мужність і високий професіоналізм, виявлені у захисті державного суверенітету та територіальної цілісності України, вірність військовій присязі, відзначений — нагороджений
- орденом «За мужність» III ступеня (21.7.2015)
- Медаль «Захиснику Вітчизни»[1]